# Cappella di Sant'Antonio da Padova
La Cappella di Sant'Antonio da Padova è una chiesetta sita nel villaggio di Chiave nel comune di Cortina d'Ampezzo, in provincia di Belluno e diocesi di Belluno-Feltre.

## Descrizione

### Esterno
All'esterno la cappella si presenta come un edificio semplice, in stile classico e col tetto a capanna sormontato da un piccolo campanile ligneo con finestroni a tutto sesto e tetto a cipolla. Sulla facciata principale è situato un affresco dipinto negli anni trenta del novecento rappresentante Sant'Antonio con in braccio il Bambino. Nella cella campanaria hanno sede due campane.

### Interno
La chiesa consiste in un'unica navata e nella sacrestia, alla quale si accede tramite una porta alla destra di chi entra. L'altare maggiore è in stile barocco e contiene una pala rappresentante Sant'Antonio con il Bambino, opera del pittore ampezzano Giuseppe Lacedelli (1774-1832). L'altare laterale è invece una pregevole opera ignea che venne acquistata a Oberassen in Pusteria nel 1841 ed uscito probabilmente da una bottega friulana del XVII secolo. Alle pareti sono poste su ampie mensole due statue antiche: la prima (a sinistra per chi entra) rappresenta l'Uomo dei Dolori, mentre la seconda Santa Caterina da Siena. Nel presbiterio sono posti due quadri, l'uno rappresentante il Cristo e l'altro Sant'Anna, ambedue risalenti al XVII-XVIII secolo. Sopra l'ingresso si trova inoltre un dipinto raffigurante San Giovanni Evangelista, proveniente probabilmente dalla chiesa di Santa Caterina. La grande croce di madreperla della nicchia a destra venne invece acquistata da Enrico Gaspari Becheréto a Gerusalemme e donata alla cappella in memoria della madre Rosa.

## Storia
L'atto di fondazione della cappella risale al 26 marzo 1791, quando venti confratelli decisero di costruire e mantenere una chiesa in onore di Sant'Antonio. La costruzione dell'edificio fu ultimata in poco tempo, ma nel 1809 le truppe napoleoniche di passaggio in Ampezzo incendiarono l'intero abitato di Chiave, distruggendo così anche la cappella, che fu però riedificata. Nel 1933 fu sottoposta ad un approfondito restauro, come ricorda un'epigrafe posta all'interno sopra il portone d'ingresso.